# Raza, evolución y comportamiento
Raza, evolución y comportamiento: una perspectiva de la historia de la vida (en inglés, Race, Evolution, and Behavior: A Life History Perspective) es un libro del psicólogo y autor canadiense J. Philippe Rushton. Rushton fue profesor de psicología en la Universidad de Western Ontario durante muchos años y director del controvertido Pioneer Fund, una organización tildada de racista y supremacista blanca. La primera edición íntegra del libro salió en 1995, y la tercera y última edición íntegra salió en 2000. También se distribuyeron versiones abreviadas.
Rushton sostiene que la raza es un concepto biológico válido y que las diferencias raciales frecuentemente se organizan en un continuo entre 60 variables conductuales y anatómicas diferentes, con los mongoloides (asiáticos orientales) en un extremo del continuo y los negroides (negros africanos subsaharianos) en el opuesto extremo, y caucasoides (europeos) en el medio.
En general, el libro fue recibido negativamente, su metodología y conclusiones fueron criticadas por muchos expertos. La agresiva estrategia de marketing también recibió muchas críticas. El libro recibió críticas positivas de algunos investigadores, muchos de los cuales estaban asociados personalmente con Rushton y con el Pioneer Fund, que financió gran parte de la investigación de Rushton. El libro ha sido examinado como un ejemplo de la financiación de Pioneer de la investigación "científica racista", mientras que el psicólogo Michael Howe ha identificado el libro como parte de un movimiento, iniciado en la década de 1990, para promover una agenda racial en las políticas sociales.

## Resumen
El libro surgió del artículo de Rushton de 1989, "Biología evolutiva y rasgos heredables (con referencia a la diferencia oriental-blanco-negro)". La primera edición íntegra se publicó en 1995, la segunda edición íntegra en 1997 y la tercera edición íntegra en 2000.
Rushton sostiene que las poblaciones de mongoloides, caucasoides y negroides caen consistentemente en el mismo patrón de uno-dos-tres caminos cuando se comparan en una lista de sesenta características y variables anatómicas y de comportamiento claramente diferentes.
Rushton utiliza promedios de cientos de estudios, modernos e históricos, para afirmar la existencia de este patrón. El libro de Rushton se centra en lo que él considera los tres grupos raciales más amplios y no se dirige a otras poblaciones como los del sudeste asiático y los aborígenes australianos. El libro sostiene que los mongoloides, en promedio, están en un extremo de un continuo, que los negroides, en promedio, están en el extremo opuesto de ese continuo, y que los caucasoides se ubican entre los mongoloides y los negroides, pero más cerca de los mongoloides. Su continuo incluye tanto características físicas externas como rasgos de personalidad.
Citando la investigación genética del genetista italiano Luigi Luca Cavalli-Sforza, la hipótesis de la Eva africana y la teoría de la emigración africana, Rushton escribe que los negroides se ramificaron primero (hace 200,000 años), los caucasoides en segundo lugar (hace 110,000 años) y los mongoloides al final (hace 41,000 años), argumentando que a lo largo de toda la evolución, las formas de vida más antiguas (es decir, plantas, bacterias, reptiles) están menos evolucionadas que las formas de vida más recientes (es decir, mamíferos, primates, humanos) y que la variación mucho menor en las razas es consistente con esta tendencia. "Una posibilidad teórica", dijo Rushton, "es que la evolución sea progresiva y que algunas poblaciones estén más avanzadas que otras". Rushton sostiene que esta historia evolutiva se correlaciona con, y es responsable de, un patrón racial global consistente que explica muchas variables como las estadísticas de criminalidad mundial o la distribución global del SIDA.
En términos específicos, Rushton argumenta que los tres amplios grupos raciales que él definió tienen diferencias biológicas fundamentales que se remontan a la historia evolutiva que causan distinciones claras en la vida cotidiana moderna, además de afirmar que las generalizaciones sobre estos amplios grupos están justificadas dada la gran naturaleza de las brechas. En general, describe las diferencias como en gran medida negativas en el caso de los "negroides", mientras que son neutrales o positivas en el caso de los no "negroides". Escribe en particular, "Los blancos y los asiáticos orientales tienen caderas más anchas que los negros... porque dan a luz a bebés con cerebros más grandes". También sostiene que "las hormonas que dan a los negros una ventaja en los deportes los inquietan en la escuela y los hacen propensos a la delincuencia".

### La teoría diferencial deK
La teoría diferencial de K es una teoría propuesta por Rushton, que intenta aplicar la teoría de selección r/K a las razas humanas. Según Rushton, esta teoría explica las diferencias raciales en fertilidad, coeficiente intelectual, criminalidad y anatomía y comportamiento sexual. La teoría también plantea la hipótesis de que un solo factor, el "factor K", afecta a múltiples estadísticas de población a las que Rushton se refiere como "rasgos de historia de vida".

## Respuestas
Según Richard R. Valencia, la respuesta a la primera edición del libro de Rushton fue "abrumadoramente negativa", con solo un pequeño número de partidarios, muchos de los cuales, como Rushton, fueron beneficiarios de Pioneer Fund, como los psicólogos Arthur Jensen, Michael Levin y Richard Lynn.
Valencia identificó las principales áreas de crítica como centrarse en el uso de "raza" por parte de Rushton como un concepto biológico, la falta de apreciación del grado de variación dentro de las poblaciones en comparación con el de entre las poblaciones, una falsa separación de la genética y el medio ambiente, una metodología estadística deficiente, una falta de consideración de hipótesis alternativas y el uso de datos poco fiables e inapropiados para sacar conclusiones sobre la relación entre el tamaño del cerebro y la inteligencia. Según Valencia, "los expertos en historia de la vida concluyen que el trabajo de Rushton (1995) es pseudocientífico y racista".
Una reseña más favorable del libro provino de la psicóloga estadounidense Linda Gottfredson, quien escribió en Politics and the Life Sciences que el libro "nos enfrenta como pocos libros con los dilemas forjados en una sociedad democrática por diferencias individuales y grupales en rasgos humanos clave". Otra reseña favorable del libro apareció en la National Review.
Richard Lewontin (1996) argumentó que al afirmar la existencia de "razas principales", y que estas categorías reflejaban grandes diferencias biológicas, "Rushton se mueve en la dirección opuesta a todo el desarrollo de la antropología física y la genética humana durante los últimos treinta años. Los antropólogos ya no consideran la "raza" como un concepto útil para comprender la evolución y la variación humanas". El antropólogo C. Loring Brace (1996) estuvo de acuerdo, afirmando que el libro era una amalgama de mala biología y antropología inexcusable. No es ciencia sino defensa, y defensa del 'racialismo'. De manera similar, el antropólogo John Relethford (1995) criticó el modelo de Rushton como "defectuoso en muchos puntos".
Se ha argumentado que las predicciones basadas en la teoría diferencial de K "están respaldadas por citas selectivas y tergiversaciones de la literatura de investigación y por el uso de fuentes poco confiables" y que la metodología de Rushton "indica una falta de familiaridad con el pensamiento ecológico y método científico en general". Edward M. Miller ha criticado más la teoría, quien ha argumentado que, contrariamente a la teoría, los entornos impredecibles seleccionan características K, no r. En contraste, Donald Templer ha reportado evidencia en apoyo de la predicción de la teoría de un "factor K" que explica numerosos rasgos de la historia de vida, como "tasa de natalidad, mortalidad infantil, VIH/SIDA, inteligencia general y esperanza de vida". Un estudio de 2012 que analizó datos autoinformados encontró evidencia inconsistente en apoyo de la teoría. Un estudio de 2013 encontró cierto apoyo para la teoría con respecto a la correlación entre el coeficiente intelectual y dos de esos rasgos: la inversión de los padres y las tasas de fertilidad. Un estudio de 2014 encontró diferencias en el factor general de personalidad entre razas que no eran compatibles con la teoría diferencial de K. Otro estudio de 2014 reportó evidencia en contra de la teoría con respecto a la asociación entre el comportamiento sexual masculino, el capital social y la favorabilidad de los entornos. Los autores de este estudio concluyeron que sus resultados "corroboran hallazgos previos con respecto a las relaciones entre el inicio reproductivo y el comportamiento reproductivo, pero no proporcionan evidencia sólida que sugiera que estas relaciones son parte de una 'dimensión K' general como predice la teoría diferencial de K". Algunos investigadores también han intentado combinar la teoría diferencial de K con la teoría del desarrollo del crimen de Terrie Moffitt para crear lo que ellos llaman una "teoría del crimen unificada".

## Controversia por correo
La primera edición abreviada especial publicada bajo el nombre de Transaction Press en 1999 causó una controversia considerable cuando se enviaron 40,000 copias, no solicitadas, a psicólogos, antropólogos y sociólogos, muchos de los cuales se enojaron cuando descubrieron que sus identidades y direcciones se habían obtenido de las listas de correo de sus respectivas asociaciones profesionales. El director de Transaction Press, Irving Louis Horowitz, aunque había defendido la edición original del libro, "condenó la edición abreviada como un 'panfleto' que nunca había visto o aprobado antes a su publicación". Una segunda edición abreviada especial posterior fue publicada en 2000 con una réplica a las críticas de Horowitz bajo una nueva entidad llamada The Charles Darwin Research Institute.
Según Tucker, muchos académicos que recibieron el libro sin ser solicitado se indignaron por su contenido, calificándolo de "pornografía racial" y un "trabajo vil"; al menos uno insiste en devolvérselo al editor. Hermann Helmuth, profesor de antropología en la Universidad de Trent, dijo: "En cierto modo, es propaganda personal y política. No hay base para su investigación científica".

## Como ejemplo de actividad de Pioneer Fund
Raza, evolución y comportamiento se ha citado como un ejemplo de las actividades de la Pioneer Fund en la promoción del "racismo científico". Valencia señala que muchos de los comentarios de apoyo al libro provienen de becarios de Pioneer como el propio Rushton, y que Pioneer financió una tirada de 100,000 copias de la tercera edición. El psicólogo William H. Tucker cita el libro como un ejemplo del papel continuo de la Pioneer Fund "para subsidiar la creación y distribución de literatura para apoyar la superioridad racial y la pureza racial". La distribución masiva de la tercera edición abreviada la describió como parte de un "esfuerzo de relaciones públicas" y "el último intento de convencer a la nación de la 'naturaleza completamente diferente' de los negros y los blancos". Señala que se ofrecieron tarifas a granel "para distribuirlas a las figuras de los medios, especialmente a los columnistas que escriben sobre cuestiones raciales".